# Foiba

Esquema senzill d'una foiba

Una foiba (plural: foibes o foibe) — jama en el vocabulari científic i col·loquial de les llengües eslaves del sud (manllevat de les primeres recerques del karst a la part occidental balcànica dels Alps Dinàrics) — és un tipus de dolina natural profunda, provocada per un col·lapse de roca a sobre d'un buit. Les foibes poden presentar-se com a obertures verticals a una cova, o com una depressió superficial de moltes hectàrees. Són típiques a la regió del Kras (Carso), compartida per Itàlia i Eslovènia, així com als carsts dels Alps Dinàrics a Bòsnia i Hercegovina, Montenegro i Croàcia.

## Història
El terme "foiba" fou utilitzat als anys 1770 pel naturalista italià Alberto Fortis que va escriure diversos llibres sobre el carst de Dalmàcia. És un terme italià derivat de la paraula llatina fòvea, significant "fossa" o "rift". Es tracta de fet de rifts excavats per l'erosió de l'aigua, tenen la forma d'un embut invertit, i poden tenir fins a 200 metres de fondària. Existeixen centenars de formacions d'aquest tipus a la regió d'Ístria.
En zones càrstiques, les dolines són depressions tancades amb drenatge subterrani. Poden ser cilíndriques, còniques, amb forma de bol o de plat. Les gammes de diàmetre varien d'uns quants a molts centenars de metres. El terme "dolina" ve de la paraula eslovena dolina per aquesta formació molt comuna. El terme "foiba" també pot referir-se a un profund i ample rift al punt on un riu passa a ser subterrani.
Durant la Segona Guerra Mundial, les foibes van ser utilitzades pels partisans iugoslaus per a l'ocultació d'un nombre desconegut de cadàvers d'italians i d'alemanys morts durant l'ocupació iugoslava de Trieste, fets coneguts sota el nom de les massacres de les foibes.